# Vlagyimir Nyikitovics Jerohin
Vlagyimir Nyikitovics Jerohin (Moszkva, 1930. április 10. – 1996. október 6.) szovjet válogatott labdarúgóhátvéd.
A szovjet válogatott tagjaként részt vett az 1958-as labdarúgó-világbajnokságon.

## Pályafutása

### Klubcsapatokban
A FK Gyinamo Mukacsevo csapatában játszott, amikor az egyik mérkőzésen felfigyeltek rá a FK Gyinamo Kijev szakemberei. 1953-ban a fővárosba  került, a Gyinamo Kijevbe. 1954-ben mutatkozott be az első csapatában. 1961-ben mindössze 2 mérkőzésen játszott, így a következő évben az Tyernopolhoz igazolt. 1964-ben fejezte be a labdarúgó pályafutását.

### A válogatottban
1956-ban játszott néhány találkozón képviselte Ukrajnát a Szovjetunió Népeinek Szpartakiádján.
1958-ban bekerült a világbajnokságon szereplő szovjet válogatott keretébe, de a tornán nem lépett pályára.

### Edzőként
Játékos pályafutása befejezése után edzőként dolgozott 1991 és 1996 között a  FK Gyinamo Kijevnél. 1996. október 6-án 66 évesen halt meg Kijevben.

## Sikerei, díjai

### Klubcsapattal
Gyinamo Kijev
- Szovjet bajnok: 1961
- Szovjet kupagyőztes: 1954
- Szovjet bajnokság ezüstérmese: 1960

### A válogatottal
Ukrán válogatott
- Az 1956-os Szpartakiád bronzérmese